# Joel Lucas
Joel Lucas (11 marzo 1952) è un ex mezzofondista francese.

## Biografia
Nel 1983 e nel 1988 ha partecipato ai Mondiali di corsa campestre.

## Campionati nazionali
1987
- 4º ai campionati francesi, 10000 m piani - 29'24"89

## Altre competizioni internazionali
1987
- 15º al Meeting de Paris ( Parigi), 10000 m piani - 28'49"84

1988
- 7º all'Herculis ( Monaco), 3000 m piani - 7'49"41